# ان‌جی‌سی ۴۱۸۳
ان‌جی‌سی ۴۱۸۳ (انگلیسی: NGC 4183) نام یک کهکشان در صورت فلکی تازی‌ها است.